# New Market (Alabama)
New Market è un census-designated place (CDP) degli Stati Uniti d'America situato nella contea di Madison dello stato dell'Alabama.